# Pauline Gedge
Pauline Gedge (Auckland, 11 december 1945) is een Canadese romanschrijfster die vooral bekend is om haar historische romans, waaronder de bestsellers Dochter van de Dageraad en Avond over Albion.
Hoewel ze naast de fantasyroman Stargate (niet te verwarren met de gelijknamige film en televisieserie) ook sciencefiction en horror schrijft, is ze vooral bekend om haar Egyptische romans. Van haar boeken zijn miljoenen exemplaren in vele talen verkocht.